# Louis Dallaire
Louis Dallaire, né à Rouyn en Abitibi-Témiscamingue, a été employé de la fonction publique québécoise pendant 25 ans, gestionnaire d'un réseau de bibliothèques et il est l’un des trois fondateurs du Festival du cinéma international en Abitibi-Témiscamingue.

## Biographie
Il a étudié en technique de communication au CÉGEP de Jonquière, obtient un DEC en sciences humaines au Collège de l'Abitibi-Témiscamingue et poursuit un certificat en administration à l'Université du Québec en Abitibi-Témiscamingue.
Il a occupé différents emplois comme contractuel en début de carrière. Gérant apiculteur en Alberta en 1975, réalisateur et animateur d'une série d'émissions de radio pour Multi-Média en 1976, recherchiste et rédacteur pour le bulletin de l'Association immobilière de l'Abitibi-Témiscamingue en 1977, producteur délégué sur le tournage du film L'Hiver bleu, d'André Blanchard pour les Productions Cinak de Montréal en 1979. Il publie, à compte d'auteur, un livre de recettes au miel en 1978, il est administrateur des Productions Abitibi-Témiscamingue inc. en 1979 et devient organisateur de la Semaine du patrimoine pour le Conseil de la culture de l'Abitibi-Témiscamingue en 1980.
De 1980 à 1996, il est agent d'information à Communication-Québec à Rouyn-Noranda, un service du ministère des Communications du Québec qui dessert l'Abitibi-Témiscamingue et la région du Nord-du-Québec. Il prend un contrat d'un an à titre d'agent d'information à la ville de Rouyn-Noranda en 1980 à la suite de la fusion des villes de Rouyn et de Noranda. Il assume par la suite, en 1990, la direction de Communication-Québec de façon intérimaire. Dans le cadre de son travail, il assume le mandat de responsable des communications pour le Sommet socio-économique de l'Abitibi-Témiscamingue de 1987.
De 1996 à 2006, il est agent culturel au ministère de la Culture et des Communications du Québec. Il initie le Salon Internet et des communications de l'Abitibi-Témiscamingue à Rouyn-Noranda en 1997 et gère différents programmes ministériels (concertation régionale, médias communautaires, dossiers autochtones et ententes de développement culturel avec les Cris, les Inuits et les Algonquins).
Il fonde avec André Simard, Louis Kirouac et Marc Buteau les Productions Argile communications qui organise, en collaboration avec Tourisme Abitibi-Témiscamingue, un spectacle musical abitibien à Montréal au Lion d'Or en 2003 et au Métropolis en 2005.
De 2007 à 2019, il a été président de l'organisme de Gestion de l'inforoute régionale de l'Abitibi-Témiscamingue (GIRAT). À ce titre, il a initié et réalisé l'ajout de 32 sites afin d'optimiser la couverture du cellulaire sur l'ensemble de la région de l'Abitibi-Témiscamingue,,,,,
De 2006 à 2021, il a été directeur général du Réseau BIBLIO de l'Abitibi-Témiscamingue et du Nord-du-Québec. Durant cette période, le nombre de bibliothèques de ce réseau est passé de 59 à 71 dont quatre au Nunavik qui desservent leurs populations en français, en anglais et en inuktitut,,,,.
En 1981, avec Jacques Matte et Guy Parent, il présente à Rouyn-Noranda, la Semaine du jeune cinéma québécois en Abitibi-Témiscamingue. En octobre 1982, il fonde avec eux, le Festival du cinéma international en Abitibi-Témiscamingue. Il en est le responsable des communications, sélectionne les courts métrages et les films d'animation, travaille à la programmation et au déroulement du festival,,,,,,,,,,.
Ce festival dure 6 jours et se déroule à partir du dernier samedi d’octobre. On y présente des courts, moyens et longs métrages (fiction, documentaire et animation) provenant de différents pays avec une préférence pour le cinéma québécois. Plusieurs invités internationaux ont y présenté leurs films, Claude Lelouch, Margot Kidder, Philippe de Broca, Bille August, Pierre Richard, Serge Gainsbourg, Marie Trintignant, Sylvie Vartan, Michel Ocelot, Orlow Seunke, Pierre Salvadori, Olivier Gourmet, Jean-Marc Vallée, Denis Villeneuve, Denys Arcand ,,,,,,.
Depuis les débuts, cet événement a été plusieurs fois en nomination et a reçu des prix émanant notamment de la Chambre de commerce du Rouyn-Noranda régional et du ministère du Tourisme du Québec.
En 2020, l’Université du Québec, sous l’égide de l’UQAT, lui décerna un Doctorat honoris causa  ainsi qu'à ses associés Jacques Matte et Guy Parent .
En 2022, il est élu par acclamation au poste de conseiller municipal du quartier de l'Université à Rouyn-Noranda, en remplacement de Daniel Bernard élu député caquiste du comté Rouyn-Noranda-Témiscamingue aux élections provinciales 2022 .
Un fonds d'archives de Louis Dallaire est conservé au centre d'archives de Rouyn-Noranda de BAnQ.

## Prix et honneurs
- 1999 : Prix de la personnalité 2000, Grands prix du Tourisme de l'Abitibi-Témiscamingue
- 2000 : Médaille, Chevalier de l'Ordre de la Pléiade de la Francophonie.
- 2007 : Citoyen Émérite, Ville de Rouyn-Noranda
- 2011 : Médaille de l'Assemblée nationale (Québec)
- 2013 : Médaille du Jubilé de diamant d'Élisabeth II.
- 2017 : Prix Lise Dandurand, Ciné-Québec[37],[38]
- 2020 : Doctorat  honoris causa de l'Université du Québec sous l'égide de l'UQAT[39],[40].
- 2023 : Compagnon de l'Ordre du Conseil des arts et des Lettres du Québec[41],[42],[43].